# إد نيلسون
إد نيلسون (بالإنجليزية: Ed Nelson) (و. 1928 – 2014 م) هو ممثل، وممثل تلفزيوني، من الولايات المتحدة الأمريكية، ولد في نيو أورلينز، لويزيانا، توفي في غرينزبورو، كارولاينا الشمالية، عن عمر يناهز 86 عاماً بسبب فشل القلب.

## التعليم
تعلم في جامعة تولين.

## وصلات خارجية
- إد نيلسون على موقع IMDb (الإنجليزية)
- إد نيلسون على موقع ألو سيني (الفرنسية)
- إد نيلسون على موقع أول موفي (الإنجليزية)
- إد نيلسون على موقع قاعدة بيانات الأفلام السويدية (السويدية)
- إد نيلسون على موقع إن إن دي بي (الإنجليزية)
- إد نيلسون على موقع ديسكوغز (الإنجليزية)
- إد نيلسون على موقع قاعدة بيانات الفيلم (الإنجليزية)
- إد نيلسون على موقع كينوبويسك (الروسية)